# Pierre Fritsch
Pour les articles homonymes, voir Fritsch.
Pierre Fritsch, né le 19 août 1930 à Jœuf (Meurthe-et-Moselle) et mort le 30 août 2005 au Touquet-Paris-Plage (Pas-de-Calais), est un écrivain français.

## Biographie
Après un début de carrière dans l’industrie, il reprend des études pour obtenir d’une licence de philosophie et un certificat de lettres modernes.
Il a été professeur jusqu’en 1993, chroniqueur littéraire pour le quotidien régional Le Républicain lorrain entre 1970 et 1978, ainsi qu’écrivain. Il fut notamment l'auteur de trois romans se déroulant dans la Lorraine du XIXe et du XXe siècle.
À partir de la fin des années 1970 et du début des années 1980, de multiples ennuis de santé l’éloigneront définitivement de la carrière littéraire.
Il a vécu toute sa vie à Jœuf en Lorraine.
Pierre Fritsch était chevalier dans l'ordre des Palmes académiques et membre de l’Association des écrivains d’Alsace Lorraine et du Territoire de Belfort.

## Œuvre
Ses trois romans, écrits entre 1966 et 1970, prennent pour cadre la ville de Rupt qui s’inspire de Jœuf au XIXe et au XXe siècle : Une enfance lorraine (1966), Le Royaume de la Côte (1968), Nos cousins d’Allemagne (1970). Ces trois ouvrages ont été édités par les éditions Grasset.
Il y est décrit une ville industrielle (Jœuf se situe dans les vallées sidérurgiques de la Lorraine) avec la vie quotidienne des ouvriers, la paternaliste famille propriétaire des usines (les Stirling, inspirés des Wendel), les relations entre Français et immigrés italiens ou polonais, l’ambiguïté et les difficultés que connaît une région où nombre de familles avaient un pied en France et un autre en Allemagne, alors même que ces pays étaient en guerre.
Le Royaume de la Côte se déroule durant l’annexion de l’Alsace-Moselle par l’Allemagne à la fin du XIXe siècle et au début du XXe, période où Jœuf était ville frontière (côté français).
L’action d’Une enfance lorraine prend place durant la Seconde Guerre mondiale et celle de Nos cousins d’Allemagne après celle-ci.
Le bon accueil local et national fait à ces trois romans, le caractère universel des situations et des personnages dépeints permet au Royaume de la Côte d’obtenir le prix du roman populiste en 1968.
André Harris et Alain de Sedouy réalisent un entretien avec Pierre Fritsch en 1972, entretien intégré à leur documentaire "Français si vous saviez" (dans la première partie "En passant par la Lorraine") ,.  
En 1976, Pierre Fritsch écrit une biographie de la famille Wendel aux éditions Robert Laffont : Les Wendel, rois de l’acier français.

## Récompenses
- 1968 : prix Eugène-Dabit du roman populiste pour le Royaume de la Côte
- 1970 : prix Claude-Farrère pour Nos cousins d’Allemagne [3]

## Publications
- 1960 : Travailler seul, Éditions Aubanel
- 1961 : Manuel des parents, Éditions Aubanel
- 1966 : Une enfance lorraine, Éditions Grasset (réédité en 1979 dans la collection « Provinces » des éditions Rombaldi)
- 1968 : Le royaume de la Côte, Éditions Grasset
- 1970 : Nos cousins d'Allemagne, Éditions Grasset
- 1976 : Les Wendel, rois de l'acier français, Éditions Robert Laffont

## Citations
Cité par Roger Bichelberger dans son roman Le mai, le joli mois de mai (2001, Albin Michel) 